# Scarecrow Messiah
Scarecrow Messiah é o sétimo álbum de estúdio da banda de Heavy metal Bride, lançado em 1994 pela gravadora Star Song Communications.
O álbum recebeu um GMA Dove Awards na categoria "Hard Music Recorded Song of the Year".

## Faixas
1. "Beast" - 4:27
2. "Place" - 3:41
3. "Murder" - 4:07
4. "ScareCrow" - 3:51
5. "Crazy" - 3:44
6. "Time" - 4:16
7. "One" - 3:28
8. "Doubt" - 4:11
9. "Dad Mom" - 3:29
10. "Thorns" - 5:51
11. "Questions" - 1:51

| Críticas profissionais                                                      | Críticas profissionais |
| Avaliações da crítica                                                       | Avaliações da crítica  |
| Fonte                                                                       | Avaliação              |
| --------------------------------------------------------------------------- | ---------------------- |
| allmusic                                                                    | [ 3 ]                  |
| Esta tabela precisa de ser acompanhada por texto em prosa. Consulte o guia. |                        |

## Paradas
| Parada (1994)              | Posição |
| -------------------------- | ------- |
| Top Contemporary Christian | 16      |

## Créditos
- Dale Thompson - vocalista
- Troy Thompson - guitarrista
- Rick Foley - baixista
- Jerry McBroom - baterista